# Церковь Ярославской иконы Божией Матери
Церковь Ярославской иконы Божией Матери — православный храм в южной части Ярославля, в жилом районе Сокол. Является малым храмом прихода в честь благоверного великого князя Ярослава Мудрого.

## История
В 2011 году в Соколе начато строительство храмового комплекса в честь основателя Ярославля — великого князя Ярослава Мудрого.
Первым этапом строительства стало создание быстровозводимого малого храма в честь Ярославской иконы Божией Матери. Закладка храма была совершена митрополитом Ярославским и Ростовским Пантелеимоном 22 августа 2011 года, а уже 30 ноября этого же года митрополит Пантелеимон совершил чин великого освящения нового храма и первую Божественную Литургию. С этого дня богослужения совершаются ежедневно.
Рядом с малым храмом ведётся строительство основного храма в честь Ярослава Мудрого. На территории храмового комплекса планируется также построить православный детский сад.

## Современное состояние
Завершён основной объём благоустройства территории малого храма, идут работы по написанию икон в иконостас.
При храме организованы занятия в воскресной школе и детском хоре, для взрослых по субботам проводятся богословские беседы. Клирики храма на постоянной основе ведут занятия по основам православной культуры в училище олимпийского резерва по хоккею.